# الرجو (أرحب)

تعديل مصدري - تعديل

الرجو هي إحدى قرى عزلة الخميس بمديرية أرحب التابعة لمحافظة صنعاء، بلغ تعداد سكانها 2067 نسمة حسب تعداد اليمن لعام 2004.